# The Link
The Link is een 51 verdiepingen tellende wolkenkrabber die vanaf 2021 in aanbouw is in Puteaux, in de wijk La Défense in Parijs, Frankrijk. Hij werd ontworpen door de Franse architect Philippe Chiambaretta.
De toren zal het nieuwe hoofdkantoor van TotalEnergies huisvesten. Na voltooiing in 2025 zal The Link met 241 meter de hoogste wolkenkrabber van Frankrijk zijn.

## Geschiedenis
In juli 2017 koos Total de Link Tower om zijn nieuwe hoofdkantoor te huisvesten. Tussen de 5.500 en 6.000 medewerkers, voorheen verspreid in Tour Coupole en in Tour Michelet, zullen gegroepeerd worden in deze nieuwe wolkenkrabber.
Op donderdag 11 juni 2020 kondigde Groupama de start aan van het project The Link met de sloop van het bestaande gebouw in het gebied, dat in 2021 gevolgd zal worden door de bouw zelf.